# 스마트 디바이스 쇼
스마트 디바이스 쇼(Korea Smart Device Trade Show) 또는 KITAS는 2012년부터 개최되고 있는 스마트 디바이스 및 IT 액세서리 전문 전시회로, 줄여서 키타스 라고 부른다. KITAS 의 약자는 Korea IT Accessory Trade Show 에서 출원되었으며, IT액세서리·주변기기전으로 시작하여 2013년 스마트 사운드 쇼 동시개최, 2014년 스마트카 액세서리 쇼 동시개최, 이후 2017년부터는 공식적으로 스마트 디바이스 쇼로 변경되었다. 정식 명칭이 '스마트 디바이스 쇼'로 변경되면서, 키타스(KITAS)는 Korea IT Accessory & Smart Device Trade Show로 공식화 되었다.
참고로, 키타스(KITAS)는 출원번호 41-2015-0005431 로 상표 등록이 되어 있음을 확인 할 수 있다.

매년 새로운 국내·외 중소기업 및 스타트업의 다양한 신제품과 신기술을 선보이며, 한국 스마트 디바이스 산업과 함께 꾸준히 성장하여 2020년에는 10회를 맞이한다. ㈜신한전람이 주최하며, 서울특별시와 산업통상자원부가 후원한다.
스마트 디바이스 쇼(KITAS)는 매년 1회, 여름(7~8월)에 개최한다.

## 전시 품목
소형가전과 스마트 오피스 디바이스는 2020년 새로이 추가된 출품품목이다.
- 소형가전 Small Electronics
- 모바일 기기 및 액세서리 Mobile Devices and Accessories
- 컴퓨터 주변기기 Computer Peripherals
- 게이밍 기기 Gaming Devices
- 음향기기 Personal Audio
- 웨어러블 디바이스 Wearable Devices
- 홈 IoT 디바이스 Home IoT Devices
- 스마트 헬스케어 Smart Healthcare
- 스마트 뷰티 Smart Beauty
- 스마트 조명 Smart Lighting
- 스마트 카 Smart Car
- 스마트 스포츠 Smart Sports
- OEM/ODM 제조·생산 특별관
- 충전산업 특별관

2020년 10회를 맞이하여 소형가전을 출품품목으로 한 소형가전쇼 (Small-Tronics Show)가 동시개최 하였다.
2021년 포스트코로나 시대를 맞이하여 온라인 쇼핑몰 구축 및 운영 전략에 필요한 플랫폼/시스템을 주요 출품품목으로 한 서울 이커머스 전시회 (Ecomshow)가 동시개최 하였다.
2022년 코로나로 중국과의 길이 막히면서 제조기업들의 가치가 오르며, OEM/ODM 제조 및 생산이 가능한 공장, 기업들을 모집하여 특별관을 마련하였다.
2023년 13회를 맞이하여 충전 관련 제품 및 신기술에 대한 트렌드와 최신 정보를 제공하는 충전산업 특별관을 마련하였다.

## 부대 행사
1. 국내 바이어 초청 1:1 매칭 상담회 : 2013년 3회부터 ‘중소기업 구매상담회’로 시작하였다.
2. KITAS Top10 : 2015년 처음 시작하여 매년 혁신적인 제품 10개를 선정한다.

## 역대 전시회
| 회수 | 개최일자         | 출품현황        | 관람인원 | 전시규모 | 장소  |
| ---- | ---------------- | --------------- | -------- | -------- | ----- |
| 1    | 2012. 7.26 ~ 28  | 67개사 127부스  | 13,401   | 3,130m2  | SETEC |
| 2    | 2013. 5.2 ~ 4    | 83개사 136부스  | 16,843   | 3,134m2  | SETEC |
| 3    | 2013. 12.19 ~ 21 | 72개사 138부스  | 23,299   | 2,592m2  | COEX  |
| 4    | 2014. 7.24 ~ 26  | 108개사 201부스 | 31,851   | 5,164m2  | COEX  |
| 5    | 2015. 8.20 ~ 22  | 130개사 220부스 | 38,327   | 5,164m2  | COEX  |
| 6    | 2016. 7.28 ~ 30  | 119개사 212부스 | 42,270   | 5,164m2  | COEX  |
| 7    | 2017. 8.10 ~ 12  | 151개사 216부스 | 42,486   | 7,290m2  | COEX  |
| 8    | 2018. 7.14 ~ 16  | 155개사 229부스 | 26,027   | 6,561m2  | COEX  |
| 9    | 2019. 7.11 ~ 13  | 130개사 173부스 | 31,616   | 5,184m2  | COEX  |
| 10   | 2020. 7.23 ~ 25  | 99개사 133부스  | 19,862   | 5,184m2  | COEX  |
| 11   | 2021. 7.22 ~ 24  | 135개사 176부스 | 4,126    | 7,290m2  | COEX  |
| 12   | 2022. 8.25 ~ 27  | 142개사 201부스 | 13,779   | 7,290m2  | COEX  |
| 13   | 2023. 8.17 ~ 19  | 125개사 부스    |          | 7,290m2  | COEX  |

## 같이 보기
- 국내 - 월드 IT 쇼, 한국전자전(KES), 소싱페어 보관됨 2019-12-20 - 웨이백 머신
- 해외 - 소비자 가전 전시회(CES), 모바일 월드 콩그레스(MWC), 베를린 국제가전박람회(IFA), 세빗(CeBIT), 컴퓨텍스(Computex), Global Sources Mobile Electronics Trade Fair, 모바일 아시아 엑스포(MAE)

## 참고 문헌
1. 김영우 (2013년 5월 2일). “내 폰을 더 '스마트'하게 만드는 이색 액세서리들” 보관됨 2019-12-20 - 웨이백 머신. IT동아.  2019년 12월 13일에 확인함.
2. 나진희 (2013년 12월 20일). “"이런 것도 있어?" 독특한 스마트 IT 기기들”. IT동아.  2019년 12월 13일에 확인함.
3. 손봉석 (2014년 7월 27일). “방수기술부터 고래 모양 거치대 까지…ICT 주변기기 전시회 ‘KITAS 2014’”. 경향비즈. 2019년 12월 16일에 확인함.
4. 차정인 (2015년 8월 28일). “‘스마트폰으로 물리치료를 받는다? 아이디어를 구현하라!”. KBS NEWS. 2019년 12월 16일에 확인함.
5. 김영우 (2016년 7월 28일). “너무 스마트해진 IT 액세서리, 현주소를 확인하다”. 동아닷컴. 2019년 12월 16일에 확인함.
6. 김진성 (2017년 8월 11일). “‘할 것 많고’, ‘볼 것 많은’ 전시회라야 발길 몰린다”. 산업일보. 2019년 12월 17일에 확인함.
7. 정구민 (2018년 7월 16일). “톡톡 튀는 아이디어 상품 전시회, 'KITAS 2018’”. 아이뉴스24. 2019년 12월 17일에 확인함.
8. 공민경 (2019년 7월 12일). ““기분에 맞는 향기 뿌려주고, 거북목도 방지?”…‘스마트 오피스’ 현실로”. KBS NEWS. 2019년 7월 13일에 확인함.
9. 박진형 (2020년 7월 23일). "[출근길 인터뷰] 빠르게 늘어난 1인가구…소형가전 시장 확대". 연합뉴스TV. 2020년 7월 29일에 확인함.
10. 권찬욱 (2021년 7월 23일). "거리두기 4단계 속 혁신 제품 모였다…KITAS 2021 소형 가전 박람회". 소비자경제신문. 2021년 8월 2일에 확인함.
11. 서재창 (2022년 8월 26일). "KITAS 2022, 스마트디바이스·소형가전 트렌드 '증명'". 헬로티. 2022년 8월 30일에 확인함.